# كيزيلجابينار (أديامان)
كيزيلجابينار (بالتركية: Kızılcapınar)‏ هي قرية تتبع إداريّاً لمديرية أديامان في محافظة أديامان التركية الواقعة في جنوب شرق الأناضول. بلغ عدد سكانها 413 نسمة في عام 2021.